# David Peck Todd
David Peck Todd (19 de março de 1855 — 1 de junho de 1939) foi um astrônomo estadunidense. Produziu um conjunto completo de fotografias do trânsito de Vênus de 1882.

## Biografia
Todd nasceu em Lake Ridge, New York, filho de Sereno Edwards Todd e Rhoda (Peck) Todd.